# Francesco Bonfanti
Francesco Bonfanti (Noto, 18 luglio 1898 – Bassano del Grappa, 1959) è stato un ingegnere e architetto italiano.

## Biografia
Francesco Bonfanti nasce a Noto (Siracusa) il 18 luglio 1898. Al termine del biennio di fisica e matematica all'Università di Catania, si trasferisce a Roma, dove si laurea in ingegneria nel 1920.
Come tecnico delle Terre liberate viene inviato a Bassano del Grappa, lì nel 1922 decide di stabilirsi e iniziare la sua attività professionale. In questi anni incontra l'ingegnere padovano Gino Zardini con il quale collaborerà fino al 1938. Tramite Zardini, Bonfanti conosce Gaetano Marzotto che gli affida lo studio del progetto della "Città Sociale" di Valdagno. Progetto che realizzerà tra il 1928 e il 1944. Verso la fine degli anni Trenta instaura con Giorgio Wenter Marini un rapporto di amicizia e di scambio culturale.
Dopo aver partecipato alla IV Triennale di Monza con il progetto "Villa in città" incontra Giò Ponti con il quale collaborerà dal 1936 al 1942 ad una serie di progetti: "La villa e il parco La Favorita" a Valdagno, "Il palazzo per uffici" in piazza San Babila a Milano e "Il piano funiviario e alberghiero" delle Dolomiti.
Nel 1940 si laurea in Architettura all'Università di Venezia e in tutta la sua attività professionale vivrà "la tensione tra il ruolo tecnico, ingegneristico e insieme artistico della professione di architetto".
Nel 1944 inizia a studiare con l'ingegnere Filippo Masci il piano per la ricostruzione d i Francavilla al Mare, distrutta durante la guerra. Continua poi la sua attività a Bassano del Grappa, a Castelfranco, a Padova, a Venezia, a Milano e in Abruzzo. Nel paese di Miglianico, vicino Francavilla, progettò la ricostruzione del Palazzo-Castello Valignani, proprietà di Filippo Masci, danneggiato gravemente dalla guerra. Muore nel 1959 a Bassano del Grappa.
Tra le sue opere principali si ricorda Villa Agnesina (ora Agnesina-Logiudice) sita a Bassano del Grappa in quartier San Marco, zona Viale Venezia.